# Oberea curialis
Oberea curialis là một loài bọ cánh cứng trong họ Cerambycidae.